# 上昇と下降 (エッシャー)
『上昇と下降』は、1960年3月に最初に印刷されたオランダの画家マウリッツ・エッシャーのリトグラフ。
元の大きさは14 by 11+1⁄4インチ (35.6 cm × 28.6 cm)である。終わりのない階段が取り付けられた屋根付きの大きな建物を描いている。同じ服装の男が2列階段におり、1つの列は登り、もう1つの列は降りている。無限の階段から離れて1人が中庭に、1人が低い階段にいる。ほとんどの2次元の画家は相対比率を利用し奥行きの錯覚を作るが、エッシャーはここなどで矛盾する比率を利用して視覚的なパラドックスを作る。
この作品は不可能図形であるペンローズの階段の影響をうけており、その芸術的実施である。ライオネル・ペンローズは、British Journal of Psychology1958年2月号でこの概念を最初に発表した。エッシャーは1961年に出した『滝』でこのテーマをさらに発展させた。
階段の上の2つの同心円状の行列は、垂直方向の上昇と下降の欠如を強調するのに十分な人がいる。さらに、この人々が着用しているチュニックの短さにより、一部が上がり一部が下がっていることが明確になっている。
この構造は人間活動に埋め込まれている。エッシャーが「未知の」宗派と呼ぶ説明できない儀式を示すことにより、階段を上り下りする人々に謎の空気を加えた。これにより、階段自体がその神秘的な外観に組み込まれる傾向がある。
「自由な」人々もおり、エッシャーはこの人々についてこのように述べている「強情な個人は、当面の間階段を歩く運動に参加するのを拒否する。彼らは階段を全く利用しないが、遅かれ早かれ連れていかれ自身の不適合の誤りを見ることになるだろう」
エッシャーは、労働者だけでなくこれら修道士のような人々のまさにその生活は、不可避で強制的で奇妙な環境で行われることを示唆している。この人々の外見に対する他の可能性のあるソースはオランダのイディオム「修道士の仕事」である。これは、実用的な目的や結果が全くない長く反復的な作業活動を指し、ひいては完全に役に立たないものを指す。
これ以前に階段に焦点を当てたエッシャーの絵にはHouse of StairsとRelativityがある。